# Bronzekappenkolibri
Der Bronzekappenkolibri (Microchera cupreiceps, Syn. Elvira cupreiceps), auch Kupferköpfchen oder Bronzekopf-Elvirakolibri genannt, ist eine Vogelart aus der Familie der Kolibris (Trochilidae), die endemisch in Costa Rica ist. Vereinzelt scheint er auch in Nicaragua vorzukommen. Der Bestand wird von der IUCN als nicht gefährdet (Least Concern) eingeschätzt. Die Art gilt als monotypisch.

## Merkmale

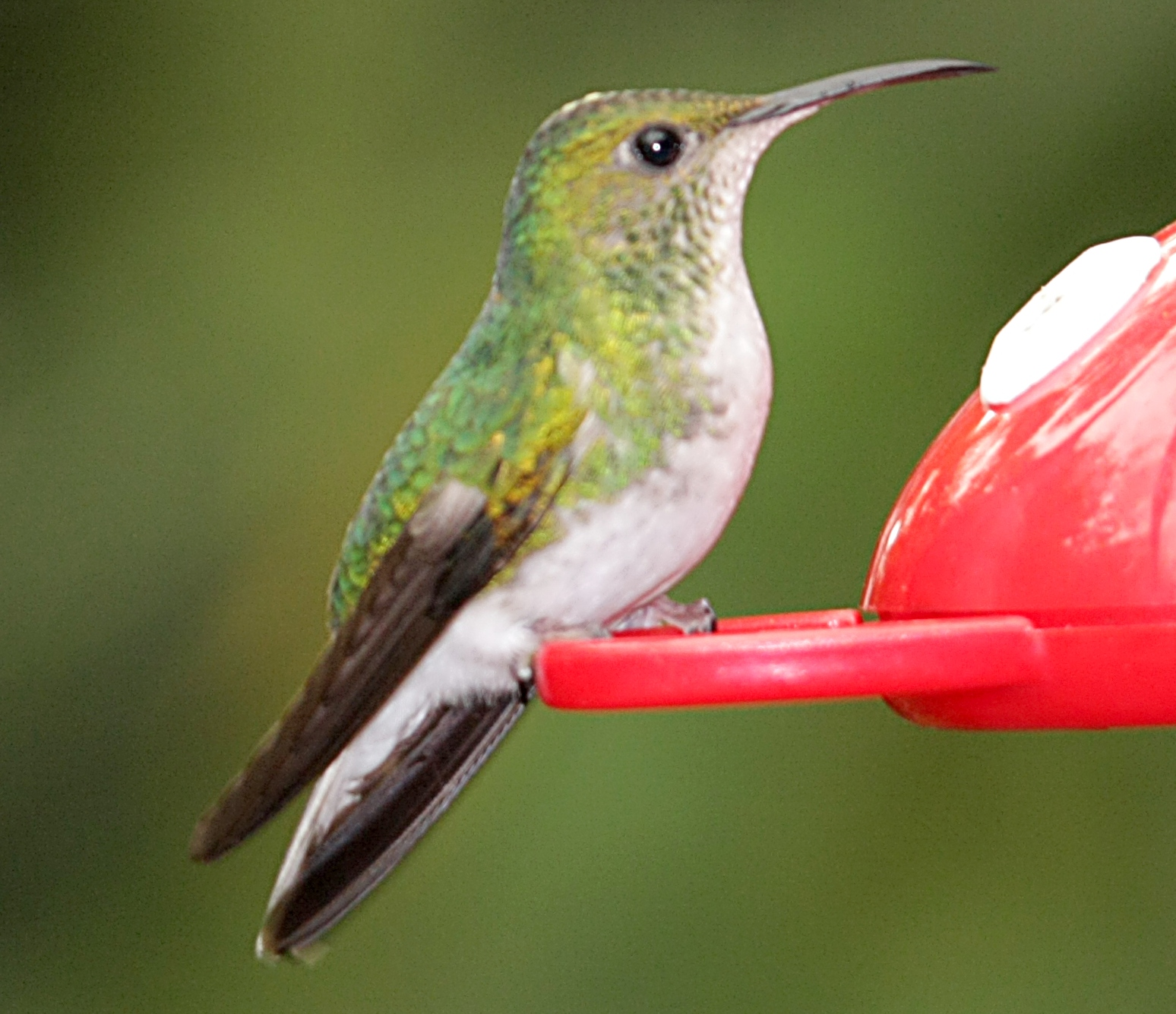
Bronzekappenkolibri ♀

Der Bronzekappenkolibri erreicht eine Körperlänge von etwa 7,5 cm bei einem Gewicht der Männchen von ca. 3,4 g und der Weibchen von ca. 3,1 g. Der deutlich gebogene Schnabel ist schwarz mit Ausnahme der pinken Basis am Unterschnabel. Das Männchen ist an Oberkopf, Oberschwanzdecken und den zentralen Steuerfedern kupferbronze, der Rest der Oberseite ist bronzegrün. Die Unterseite glitzert grün. Kloake und Unterschwanzdecken sind weiß. Die drei seitlichen Steuerfedern sind weiß mit dunklen grauen Flecken. Das Weibchen hat einen grünen Oberkopf und Rücken. Die Unterseite ist matt weiß mit grünen Sprenkeln an der Seite. Die weißen äußeren Steuerfedern werden von einem unterbrochenen schwärzlichen Band durchzogen. Männchen in der Cordillera de Guanacaste unterscheiden sich durch einen deutlichen violetten Fleck in der Mitte des unteren Brustbereichs. Männliche Jungvögel sind auf der Oberseite matt bronzegrün, der Oberkopf ist matt grün mit nur sehr wenig Kupfertönung. Beide Geschlechter haben zimtfarbene Fransen an den Gesichtsfedern, Nacken und Bürzel.

## Verhalten und Ernährung
Der Bronzekappenkolibri bezieht seinen Nektar in Wäldern von den Blüten verschiedener Bäume der Gattung Quararibea, Pithecellobium, Guarea und Clusia sowie von Epiphyten wie Heidekrautgewächse, Gesneriengewächse oder Gestrüpp wie Akanthusgewächse und Besleria. Außerdem fliegt er Inga-Bäume und Stachytarpheta-Gestrüpp nahe von Kaffeeplantagen und Sekundärvegetation an. Gliederfüßer jagt er im Flug, welche er auf einem Zweig sitzend beginnt. Zusätzlich sammelt er Insekten von den Blättern aller Straten.

## Fortpflanzung
Die Brutzeit des Bronzekappenkolibris ist in Costa Rica von Oktober bis März, reicht also von der Regen- bis in die frühe Trockenzeit. Während der Brutsaison sitzen Männchen in Leks von drei bis fünf Vögeln zusammen. Das Nest ist ein kleiner Kelch vornehmlich aus Baumfarnschuppen, Pflanzenabfällen und Spinnweben gebaut. Dieses wird üppig mit Moos und Flechten verziert und in 1 bis 3 Meter über dem Boden im Gestrüpp oder Farn des Unterholzes im Wald, an Waldrändern, entlang von Wegen, Flussströmen etc. angebracht. Ein Gelege besteht aus zwei weißen Eiern.

## Lautäußerungen
Sein Gesang besteht aus einer langen Serie einzelner flüssiger Tschips und kurzem Getriller das wie tslip...tslip...ts-tsrrr...tslip...ts-tsrrrrrr...tslip.. klingt. Meist geht das über einige Minuten und dauert 10 bis 20 Sekunden. Außerdem gibt er wiederholte kurze flüssige ruhige oder surrende tsirp Laute sowie ein schnelles hohes Knattern während der Jagd von sich.

## Verbreitung und Lebensraum

Verbreitungsgebiet des Bronzekappenkolibris

Der Bronzekappenkolibri bevorzugt kühle nasse Wälder der Hochebenen, Waldränder, Weiden mit vielen Baumbeständen, schattige Kaffeeplantagen und alte Sekundärvegetation. Innerhalb von Wälder sind die Männchen meist in den Baumkronen unterwegs, Weibchen eher im Unterholz. An Waldrändern, halboffenen Gebieten und in Sekundärvegetation findet man beide Geschlechter in allen Straten. Er brütet vorwiegend in Höhenlagen zwischen 700 und 1500 Meter. Außerhalb der Brutsaison ist er eher unterhalb dieser Höhenlagen verbreitet.

## Migration
Der Bronzekappenkolibri zeigt starke Wanderbewegungen in den Höhenlagen. Nach der Brutzeit zieht er in Höhenlagen zwischen 300 und 600 Meter, gelegentlich sogar noch tiefer.

## Etymologie und Forschungsgeschichte
Die Erstbeschreibung des Bronzekappenkolibris erfolgte 1866 durch George Newbold Lawrence unter dem wissenschaftlichen Namen Eupherusa cupreiceps. Das Typusexemplars wurde von Julian Garnigohl Grasneck (1807–1885) bei Barranca in Costa Rica gesammelt. Lange wurde er in der 1866 durch Étienne Mulsant, Jules Verreaux und Édouard Verreaux neu eingeführten Elvira eingeordnet. Über den Grund der Namensgebung kann nur spekuliert werden, da es in der Publikation keinen Hinweis auf den Ursprung des Namens gibt. In derselben Publikation erwähnen die Autoren auch die aus Kuba stammende Art Zephyritis (Calypte) elvirae, ein Name der heute als Synonym für die Bienenelfe steht. Da Mulsant am Lycée Lamartine in Belley seinem Vorbild Alphonse de Lamartine nacheiferte, könnte der Name dessen Muse Julie Charles (1784–1817) gewidmet sein, die Lamartine in seinem Gedicht À Elvire idealisierte. Im Jahr 1858 führte John Gould mit der Lieferung 16 seiner Kolibritafeln die neue Gattung Microchera ein. Dieser Name setzt sich aus den griechischen Worten »mikros « für »klein« und »chēra χηρα« für »Witwe« zusammen. Der Artname »cupreiceps« ist ein lateinisches Wortgebilde aus »cupreus, cyprium, cuprum« für »kupferfarben, Kupfer« und »-ceps, caput, capitis« für »-gekrönt, Kopf«.